# Podbořanský Rohozec
Podbořanský Rohozec, bis 1949 Německý Rohozec (deutsch Deutsch Rust, früher auch Teutschenrust), ist eine Gemeinde in Tschechien. Sie liegt 15 Kilometer westlich von Podbořany am Rande des Duppauer Gebirges und gehört zum Okres Louny.

## Geographie
Der Ort befindet sich in den östlichen Ausläufern des Duppauer Gebirge am Oberlauf des Baches Rohozecký potok. Westlich erstreckt sich der Truppenübungsplatz Hradiště. Durch den Ort führt die Staatsstraße II/221 von Podbořany nach Chyše.
Nachbarorte sind Chmelištná im Norden, Nepomyšl im Osten, Dětaň im Südosten, Nová Ves im Süden, Ořkov im Südwesten sowie Bukovina im Westen. Gegen Nordwesten liegt die Wüstung Emanuelův Dvůr.

## Geschichte
Die erste urkundliche Erwähnung von Rohozec stammt aus dem Jahre 1424. Zu dieser Zeit gehörte der Ort zur Herrschaft Křečov und zu Beginn des 17. Jahrhunderts wurde das Dorf Teil der Herrschaft Willomitz. 1641 verwüsteten die Schweden das Dorf. Die Besitzerin Elisabeth von Aryn löste Rohozec 1654 aus der Willomitzer Herrschaft heraus und bildete die Grundherrschaft Rohozec, zu der noch das Dorf Dětaň gehörte. Zu Wiederbesiedlung rief sie deutsche Siedler in die Gegend.
Unter Karoline Gräfin von Schönkirchen wurde 1746 die Kirche der Hl. Notburga erneuert. Die Bevölkerung war größtenteils deutschsprachig und es bestand eine jüdische Gemeinde. Im Laufe des 18. Jahrhunderts wurde Rohozec zur Herrschaft Weitentrebetitsch zugeschlagen und es setzte sich der Ortsname Deutsch Rust bzw. Německý Rohozec durch. 1816 folgte der Bau einer Synagoge. 1880 hatte Deutsch Rust 604 Einwohner.
Nach dem Münchner Abkommen wurde der Ort dem Deutschen Reich zugeschlagen und gehörte bis 1945 zum Landkreis Podersam.
Nach dem Zweiten Weltkrieg wurden die meisten der Deutschen, zu denen 98 % der Einwohner gehören, vertrieben. 1949 wurde der Ort in Podbořanský Rohozec umbenannt. Westlich des Dorfes entstand 1950 der Truppenübungsplatz Hradiště und die im Gebirge liegenden Dörfer wurden geräumt. 1957 erfolgte der Abriss der Synagoge. Seit 1960 gehört die Gemeinde zum Okres Louny. 1961 wurde Nová Ves eingemeindet. Zwischen 1980 und 1990 war Podbořanský Rohozec nach Nepomyšl eingemeindet.
Im Zuge der Verkleinerung der Truppenübungsplätze kam 2016 Bukovina als Ortsteil zu Podbořanský Rohozec. Das Gemeindegebiet wurde um 340 ha (Katastralbezirke Podbořanský Rohozec u Hradiště I und  Podbořanský Rohozec u Hradiště II) erweitert.

## Gemeindegliederung
Die Gemeinde Podbořanský Rohozec besteht aus den Ortsteilen Bukovina (Buckwa) und Podbořanský Rohozec (Deutsch Rust). Grundsiedlungseinheiten sind Bukovina, Podbořanský Rohozec und Podbořanský Rohozec u Hradiště I. Zu Podbořanský Rohozec gehören die Einschichten Střelnice (Schützhäusl) und Ořkov (Worka).
Das Gemeindegebiet gliedert sich in die Katastralbezirke Podbořanský Rohozec (561 ha),  Podbořanský Rohozec u Hradiště I (137 ha) und Podbořanský Rohozec u Hradiště II (203 ha).

## Söhne und Töchter der Gemeinde
- Eduard Glaser (1855–1908), Forschungsreisender, Arabist und Autor

## Sehenswürdigkeiten
- Reste der Burg Křečov, südöstlich des Dorfes am Dolánecký potok
- wüste Feste Budiš, südwestlich des Dorfes am Dolánecký potok
- Kirche der Hl. Notburga, 1746 an Stelle eines Vorgängerbaus aus dem 14. Jahrhundert errichtet